# 1933年11月ドイツ国会選挙

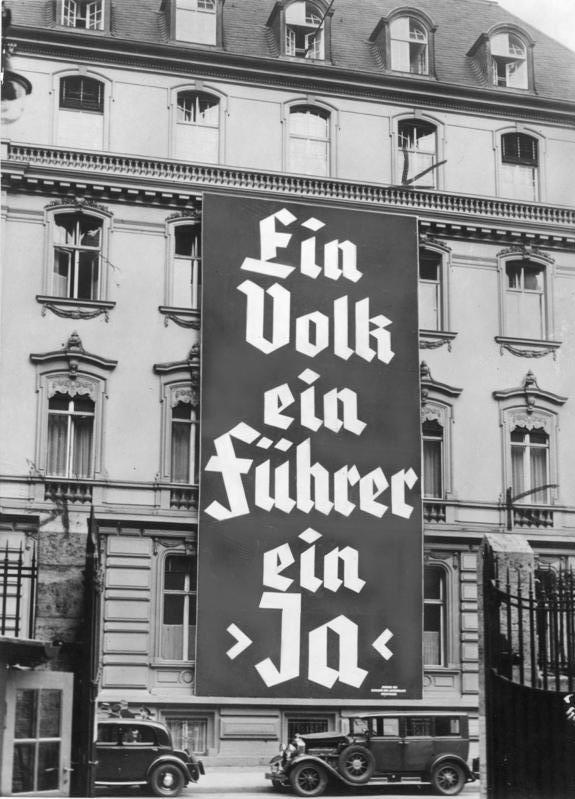
ナチ党に投票し、国民投票に賛成するように求めてベルリン中心部に掲げられた宣伝。「一つの民族、一つの指導者、一つのヤー（イエス）」と書かれている。

1933年11月12日のドイツ国会選挙（独：Reichstagswahl vom 12. November 1933）は、1933年11月12日に行われたドイツの国会（Reichstag、ライヒスターク）の選挙である。この選挙の時点ですでに国民社会主義ドイツ労働者党（以下ナチ党）以外の政党はすべて解散させられていたので、ナチ党（非ナチ党員の推薦者22名を含む）のみが出馬する選挙になった。
またこの国会の選挙日と同日に、国際連盟からの脱退を信任する国民投票も実施されており、こちらは95.1%もの支持票が賛成に投票されている。
ナチ党組織や行政組織による投票行動への監視は厳しいものであり、投票場への組織的な駆り出しが行われた。アイヒシュテット小管区のナチ党組織の報告では、小管区全体の投票率が100%に達している。投票内容自体も監視の対象であり、誰が反対票を投じたかを明らかにすることができた。アイヒシュテット小管区では、ナチ党支持率が100%となる地域が76市町村のうち、56にのぼったとされている。
| 党名                              | 得票         | 得票率 | 議席    |
| --------------------------------- | ------------ | ------ | ------- |
| 国民社会主義ドイツ労働者党(NSDAP) | 39,655,224票 | 92.11% | 661議席 |
| 反対票                            | 3,398,249票  | 7.89%  | –       |
| 無効票                            | 3,398,249票  | 7.89%  | –       |
| 合計                              | 43,053,473票 | 100%   | 661議席 |
| 総有権者数/投票率                 | 45,178,701人 | 95.30% | –       |
| 出典:Nohlen & Stöver              |              |        |         |

## この選挙で初当選した有名議員
- フリッツ・ティッセン(ドイツ最大の鉄鋼トラスト合同製鋼（ドイツ語版）の会長。ナチ党最大のパトロン)
- ヴォルフ＝ハインリヒ・フォン・ヘルドルフ（ナチ党ベルリン突撃隊指導者、ポツダム警察長官、のちベルリン警察長官）
- マルティン・ボルマン（総統代理幕僚長、のちナチ党官房長、総統秘書）